# Lỗ Mẫn công
Lỗ Mẫn công (chữ Hán: 魯閔公, trị vì 661 TCN-660 TCN), tên thật là Cơ Khải (姬方), là vị vua thứ 18 của nước Lỗ - chư hầu nhà Chu trong lịch sử Trung Quốc.
Lỗ Mẫn công là con thứ của Lỗ Trang công – vua thứ 16 nước Lỗ. Mẹ ông là Thúc Khương – con gái thứ của Tề Tương công. Năm 662 TCN, Lỗ Trang công mất, anh ông là Lỗ Ban lên nối ngôi.
Bác gái Ai Khương (chị của Thúc Khương) tư thông với chú Khánh Phủ (em Trang công), mưu giành ngôi nước Lỗ. Trước tiên Khánh Phủ giết Cơ Ban lập Cơ Khải lên làm vua, tức là Lỗ Mẫn công. Khánh Phủ làm phụ chính, một người chú khác là công tử Quý Hữu vốn ủng hộ lập Cơ Ban phải chạy sang nước Trần.
Khánh Phủ muốn tự mình làm vua, bèn bàn với Ai Khương muốn cướp ngôi của Mẫn công. Năm 660 TCN, thấy thế lực đã mạnh, nhân lúc Lỗ Mẫn công ra khỏi cung, Khánh Phủ sai thủ hạ là Bốc Kỳ mang quân tập kích giết chết Lỗ Mẫn công tại cửa cung.
Công tử Quý Hữu nghe tin, vội từ nước Trần trở về nước Lỗ, đón công tử Thân chạy sang nhà Chu bá cáo và cầu cứu.
Khánh Phủ tuy giết được Mẫn công nhưng bị người trong nước căm ghét và muốn giết, nên sợ hãi cùng Ai Khương bỏ chạy sang nước Châu.
Lỗ Mẫn công làm vua được 2 năm. Quý Hữu nghe tin liền trở về nước lập công tử Thân lên ngôi, tức là Lỗ Hy công.